# Bob Wesdorp
Bob Wesdorp (1941) is een Nederlands fotograaf en kunstenaar die deelnam in het A-dynamisch manifest samen met de kunstenaars Wim T. Schippers en Ger van Elk.

## Manifest
Wesdorp volgt zijn opleiding op het Instituut voor Kunstnijverheidsonderwijs (de huidige Rietveldacademie) waarna hij in 1961 samen met zijn studievrienden Schippers en Van Elk het A-dynamische manifest opricht. Hierin verzetten zij zich tegen de vitaliteit van de informele schilderkunst. Het manifest pleit voor de vervaardiging van kunstwerken waarin op geen enkele manier de persoonlijke expressie van de kunstenaar geopenbaard wordt. Deze stijl past in de kunststroming fluxus.